# Saison 5 de Star Trek : La Nouvelle Génération
Chronologie
Saison 4 Saison 6
Cet article présente le guide de la cinquième saison de la série télévisée Star Trek : La Nouvelle Génération.

## Épisode 1:Rédemption,2epartie
- Titre original : Redemption
- Numéro(s) : 101 (5–1)
- Scénariste(s) : Ronald D. Moore
- Réalisateur(s) : David Carson
- Diffusion(s) : 
  -  États-Unis : 23 septembre 1991
- Date stellaire : 45020.4
- Invité(es) : Denise Crosby (Sela), Tony Todd (Cmdr. Kurn), Barbara March (Lursa), Michael G. Hagerty (Captain Larg), JD Cullum (Toral), Gwynyth Walsh (B'Etor), Robert O'Reilly (Gowron)
- Résumé : Picard a rejoint Starfleet tandis que Worf a démissionné et est resté avec Gowron pour se battre. Suspectant une ingérence romulienne, Picard convainc Starfleet qu'une telle ingérence, si elle existe, constitue un danger pour la stabilité du quadrant. En tout état de cause, il est légitime pour Starfleet d'empêcher une telle ingérence sans violer le principe de non intervention dans les affaires internes klingonnes. En même temps, Picard sait qu'une éventuelle défaite de Gowron entraînerait l'alliance entre les Klingons et les Romuliens au détriment du traité entre la Fédération et les Klingons, ce qui mettrait en péril la paix dans le Quadrant. Un dispositif mis au point par Geordi permettrait de détecter les vaisseaux malgré leurs boucliers occulteurs. Picard est envoyé à la tête d'une vingtaine de vaisseaux pour faire un blocus entre l'espace romulien et l'Empire klingon. Là-bas, un vaisseau romulien, commandé par la fille de Tasha Yar, les met en garde que leur déploiement est considéré comme une attitude offensive, et qu'ils doivent se retirer. Picard sait que le maintien du blocus va favoriser la victoire de Gowron. En même temps il essaie de déterminer comment ce commandant romulien peut-être la fille de Tasha Yar. Worf et Gowron sont aux prises avec la guerre civile et les intrigues internes. Data, appointé commandant d'un des vaisseaux, doit affronter le scepticisme de ses hommes.

## Épisode 2:Darmok
- Titre original : Darmok
- Numéro(s) : 102 (5–2)
- Scénariste(s) : Joe Menosky
- Réalisateur(s) : Winrich Kolbe ; histoire : Philip Lazebnik, Joe Menosky
- Diffusion(s) : 
  -  États-Unis : 30 septembre 1991
- Date stellaire : 45047.2
- Invité(es) : Paul Winfield (Tamarian Captain), Richard Allen (Tamarian First Officer), Ashley Judd (Ensign Lefler), Colm Meaney (Miles O'Brien)
- Résumé : L'Enterprise doit trouver un moyen de communiquer avec une espèce d'humanoïdes peu connue, les Tamariens, qui, lorsqu'ils s'expriment, même avec le traducteur universel, restent incompréhensibles. Alors que Picard essaie vainement de se faire comprendre, son homologue les téléporte tous les deux à la surface de la planète où ils vont rester seuls quelque temps isolés. Picard et le Tamarien vont devoir briser le mur d'incompréhension pour résoudre leurs problèmes communs. Pendant ce temps, Riker essaie de récupérer le capitaine, employant des techniques de plus en plus offensives, tout en voulant éviter un affrontement direct qui résulterait en une guerre.
- Commentaire : Dans un space opera, le problème de la communication devrait théoriquement être la première préoccupation lorsque des humains rencontrent un nouveau peuple extra-terrestre. L'invention du traducteur universel par les créateurs de Star Trek a permis de s'affranchir de cette problématique qui, autrement, aurait envahi toute la série. Ils trouvent cependant le moyen d'en parler de temps en temps, comme le montre cet épisode. À noter la présence de Ashley Judd dans son tout 1er rôle.

## Épisode 3:L'Enseigne Ro
- Titre original : Ensign Ro
- Numéro(s) : 103 (5–3)
- Scénariste(s) : Michael Piller
- Réalisateur(s) : Les Landau ; histoire : Rick Berman, Michael Piller
- Diffusion(s) : 
  -  États-Unis : 7 octobre 1991
- Date stellaire : 45076.3
- Invité(es) : Michelle Forbes (Ro Laren), Scott Marlowe (Keeve Falor), Frank Collison (Gul Dolak), Jeffrey Hayenga (Orta), Harley Venton (Transporter Technician Collins), Ken Thorley (Mot), Cliff Potts (Admiral Kennelly), Whoopi Goldberg (Guinan)
- Résumé : Un groupe de résistants bajorans, opprimés par les Cardassiens, a mené une attaque terroriste contre une colonie de la Fédération, Solarion 4. L'amiral Kennelly envoie Picard retrouver le chef des terroristes, Orta, pour lui offrir une amnistie, la promesse que la Fédération va engager des poursuites et des manœuvres diplomatiques pour la sauvegarde de leur peuple, en échange de son retour vers son camp de réfugiés et l'arrêt des attaques contre la Fédération. Picard est surpris pas la nature de la mission, d'autant plus qu'il doit accepter l'assistance de l'Enseigne Ro, une Bajorane ex-officier de Starfleet, condamnée par cour martiale pour avoir manqué à son devoir et entraîné la mort des huit autres membres de son équipe. Libérée de prison pour la mission, elle a une attitude ouvertement hostile sur l'Enterprise, mais Guinan parvient à se lier avec elle. Au moment de prendre contact avec le chef des terroristes, sur la troisième lune de Vallor 1, celle-ci prend des initiatives à l'encontre de la mission, mais Picard va découvrir qu'il y a une conspiration autour de cette affaire.
- Commentaire : Cet épisode introduit les Bajorans, et le personnage récurrent Ro Laren. Michelle Forbes devait par la suite prendre le rôle du major dans Star Trek: Deep Space Nine, mais elle a finalement renoncé.

## Épisode 4:L'Entité de cristal
- Titre original : Silicon Avatar
- Numéro(s) : 104 (5–4)
- Scénariste(s) : Jeri Taylor
- Réalisateur(s) : Cliff Bole ; histoire : Lawrence V. Conley
- Diffusion(s) : 
  -  États-Unis : 14 octobre 1991
- Date stellaire : 45122.3
- Invité(es) : Ellen Geer (Dr Kila Marr), Susan Diol (Carmen Davila)
- Résumé : Riker, Data et le Dr Crusher aident un groupe de colons à organiser leur implantation sur Melona  4 lorsque l'Entité cristalline attaque l'installation. Ils parviennent à se mettre à l'abri, mais deux colons sont tués, un proche de Riker. L'Entité cristalline est celle qui a attaqué Omicron Thêta, ainsi que l'[Enterprise, avec l'aide de Lore, le frère de Data (saison 1 épisode 12). Picard décide de profiter de cette attaque pour en apprendre plus sur cette entité qui cause des ravages dans le quadrant depuis plusieurs dizaines d'années. Une spécialiste, le Dr Kila Marr, les rejoint. Elle a perdu son fils dans l'attaque d'Omicron Thêta et est défiante envers Data à cause de ce qu'a fait Lore. Cependant, le professionnalisme et la perspicacité de Data les mettent sur la piste de l'Entité, et le Dr en vient à l'apprécier. Alors qu'ils suivent la trace de l'entité, le Dr Marr et Picard ne sont pas d'accord sur la conduite à tenir :  le Dr Marr veut l'abattre, tandis que Picard veut communiquer.
- Commentaire : Le thème du monstre qu'il faut stopper est un classique de la science-fiction, avec comme ingrédient le conflit d'intérêts entre les scientifiques qui veulent l'étudier et les militaires qui veulent l'abattre (par exemple The Thing From Another World (1951)). Dans cet épisode, les rôles classiques sont inversés (s'ils n'avaient pas été inversés, un rôle trop négatif aurait échu à l'équipage de l'Enterprise. À noter aussi qu'il est regrettable de ne voir Susan Diol que durant les toutes premières minutes avant que son personnage ne soit tué presque immédiatement.

## Épisode 5:Désastre
- Titre original : Disaster
- Numéro(s) : 105 (5–5)
- Scénariste(s) : Ronald D. Moore
- Réalisateur(s) : Gabrielle Beaumont ; histoire : Ron Jarvis, Philip A. Scorza
- Diffusion(s) : 
  -  États-Unis : 21 octobre 1991
- Date stellaire : 45208.2
- Invité(es) : Erika Flores (Marissa), John Christian Graas (Jay Gordon), Max Supera (Patterson), Cameron Arnett (Ensign Mandel), Jana Marie Hupp (Lt. Monroe), Rosalind Chao (Keiko O'Brien), Michelle Forbes (Ro Laren), Colm Meaney (Miles O'Brien)
- Résumé : L'Enterprise est heurté par un filament quantique, ce qui fait crasher l'ordinateur principal, et interrompt la plupart des systèmes électroniques. Les personnages sont dispersés en plusieurs petits groupes isolés, sans communication, et vont chacun devoir gérer leur survie et éventuellement essayer de sauver le navire. Picard est coincé dans l'ascenseur, qui menace de lâcher et de chuter, avec trois enfants. Deanna Troi est coincée au poste de commande avec Miles O'Brien et l'enseigne Ro ; étant la plus gradée elle prend le commandement, mais leurs actions sont limitées. Le Dr Crusher et Geordi sont coincés dans un hangar, où une surchauffe menace de faire exploser des fûts radioactifs. Worf et Keiko O'Brien sont au 10 Forward'  où ils acheminent de nombreux blessés jusqu'à ce que Keiko ait ses premières contractions. Riker et Data essaient de rejoindre les postes d'ingénierie pour remettre en place les principaux systèmes.
- Commentaire : Dans un vaisseau spatial réel, ou même dans un sous-marin, les conditions de vie tombent vite à zéro lorsque le matériel lâche. Dans l'Enterprise, après la catastrophe, les conditions de température et de pression vont rester standard bien que le système de maintien des conditions de vie (life support) soit instable. Ce sera une des priorités du groupe de Deanna Troi. On constate aussi que la lumière va rester, ainsi qu'un minimum d'énergie pour activer certaines portes automatiques. La gravitation artificielle, évidemment, ne montre aucun dysfonctionnement. Il est aussi intéressant de voir que le capitaine Picard est en rapport à sa plus grande source de l’inconnu les enfants.

## Épisode 6:Le Jeu
- Titre original : The Game
- Numéro(s) : 106 (5–6)
- Scénariste(s) : Brannon Braga
- Réalisateur(s) : Corey Allan ; histoire : Brannon BragaSusan Sackett, Fred Bronson, Brannon BragaBrannon Braga
- Diffusion(s) : 
  -  États-Unis : 28 octobre 1991
- Date stellaire : 45233.1
- Invité(es) : Wil Wheaton (Wesley Crusher), Ashley Judd (Ensign Robin Lefler), Katherine Moffat (Etana Jol), Diane M. Hurley (enseigne), Patti Yasutake (Alyssa Ogawa), Colm Meaney (Miles O'Brien)
- Résumé : Wesley Crusher, cadet à l'Académie, vient passer un peu de vacances sur l'Enterprise. En même temps, Riker a une aventure avec Etana Jol, rencontrée sur Risa, qui lui remet un jeu vidéo basé sur un casque de réalité virtuelle. Le jeu lui plait et il le fait découvrir à Deanna Troi puis au Dr Crusher. Wesley développe une attraction romantique envers Robin Lefler de l'ingénierie. Le jeu se révèle addictif et se diffuse dans l'équipage. Sous l'emprise du jeu, Riker et le Dr Crusher sabotent Data.
- Commentaire : L'histoire de l'épisode rappelle celle du film L'Invasion des profanateurs de sépultures. 2e et dernier épisode "Star Trek" avec Ashley Judd, qui cette fois intervient dans un rôle principal.

## Épisode 7:Réunification,1repartie
- Titre original : Unification
- Numéro(s) : 107 (5–7)
- Scénariste(s) : Jeri Taylor
- Réalisateur(s) : Les Landau ; histoire : Rick Berman, Michael Piller
- Diffusion(s) : 
  -  États-Unis : 4 novembre 1991
- Date stellaire : 45245.8
- Invité(es) : Stephen Root (Captain K'Vada), Leonard Nimoy (Spock), Mark Lenard (Sarek), Norman Large (Proconsul Neral), Graham Jarvis (Klim Dokachin), Malachi Throne (Senator Pardek), Joanna Miles (Perrin)
- Résumé : Des rapports des services secrets indiquent que Spock s'est rendu chez les Romuliens où il a rencontré un sénateur local. Picard reçoit la mission d'enquêter sur cette suspicion de trahison. Il se rend d'abord sur Vulcain où Spock affichait des idées politiques particulières vis-à-vis des Romuliens et où il s'était fâché avec son père Sarek. Puis, il convainc les Klingons de lui prêter un vaisseau et un équipage muni d'un bouclier occulteur, afin de pénétrer dans le territoire romulien. Lui-même et Data prennent l'apparence de Romuliens pour descendre sur la planète. Pendant ce temps là, Riker enquête sur un trafic de pièces de vaisseaux spatiaux qui pourrait avoir sa source sur une station cimetière de navires.

## Épisode 8:Réunification,2epartie
- Titre original : Unification
- Numéro(s) : 108 (5–8)
- Scénariste(s) : Michael Piller
- Réalisateur(s) : Cliff Bole ; histoire : Rick Berman, Michael Piller
- Diffusion(s) : 
  -  États-Unis : 11 novembre 1991
- Date stellaire : 45245.9
- Invité(es) : Leonard Nimoy (Spock), Stephen Root (Captain K'Vada), Denise Crosby (Cmdr. Sela), Malachi Throne (Senator Pardek), Norman Large (Proconsul Neral), William Bastiani (Omag)
- Résumé : Picard et Data ont retrouvé Spock sur la planète des Romuliens. Il est venu à la demande d'un proconsul réformiste qui souhaite mettre en œuvre la réunification entre les peuples vulcain et romulien, qui ont été séparés il y a plusieurs siècles. Spock s'est installé parmi des groupes clandestins d'adeptes de la philosophie vulcaine. Picard et Spock sont déconcertés de l'assurance du proconsul et suspectent un piège. Riker de son côté remonte la piste des trafiquants d'armes jusqu'à un certain Férengi qui lui indique qu'il y avait un acheteur pour des vaisseaux vulcains décomissionnés.

## Épisode 9:Question de temps
- Titre original : A Matter of Time
- Numéro(s) : 109 (5–9)
- Scénariste(s) : Rick Berman
- Réalisateur(s) : Paul Lynch
- Diffusion(s) : 
  -  États-Unis : 18 novembre 1991
- Date stellaire : 45349.1
- Invité(es) : Matt Frewer (Rasmussen), Stefan Gierasch (Dr Hal Moseley), Shelia Franklin (Dr Felton), Shay Garner (scientifique)
- Résumé : La planète Penthara 4 a été frappée par un astéroïde sur un continent inhabité, et se trouve menacée par un hiver nucléaire. L'Enterprise vient les secourir. Après analyse géologique de la planète, ils percent la croûte là où se trouvent des poches de dioxyde de carbone afin de provoquer un effet de serre. En même temps, ils croisent un petit vaisseau, dont l'occupant, le jovial professeur Berlingoff Rasmussen, leur explique qu'il est historien, qu'il vient du futur XXVIe siècle pour les étudier, en particulier ce moment historique qu'ils sont en train de vivre. Il pèse plus ou moins sur les nerfs de l'équipage, qui ne voit pas en quoi cette opération peut-être qualifiée d'historique.

## Épisode 10:Nouveau Départ
- Titre original : New Ground
- Numéro(s) : 110 (5–10)
- Scénariste(s) : Grant Rosenberg
- Réalisateur(s) : Robert Scheerer ; histoire : Sara Charno, Stu Charno
- Diffusion(s) : 
  -  États-Unis : 6 janvier 1992
- Date stellaire : 45376.3
- Invité(es) : Brian Bronsall (Alexander), Georgia Brown (Helena Rozhenko), Brian Bonsall (Alexander), Richard McGonagle (Dr J'Dar), Jennifer Edwards (Kyle), Shelia Franklin (Ensign Felton)
- Résumé : Alexander, le fils de Worf, rejoint l'Enterprise, sa grand-mère ne pouvant plus s'en occuper. Worf endosse donc son rôle de père, et il doit s'efforcer de le faire tout en honorant ses responsabilités sur l'Enterprise. Il s'avère qu'Alexander est un enfant difficile, qui pose des problèmes en classe, et Worf va devoir prendre des mesures pédagogiques. En même temps, l'équipage est occupé par des expériences sur une nouvelle technologie permettant d'atteindre les vitesses de warp sans warp drive, à base d'ondes "soliton".

## Épisode 11:Le Culte du héros
- Titre original : Hero Worship
- Numéro(s) : 111 (5–11)
- Scénariste(s) : Joe Menosky
- Réalisateur(s) : Patrick Stewart ; histoire : Hilary J. Bader
- Diffusion(s) : 
  -  États-Unis : 27 janvier 1992
- Date stellaire : 45397.3
- Invité(es) : Joshua Harris (Timothy), Harley Venton (chef transporteur), Shelia Franklin (Ensign Felton), Steven Einspahr (enseignant)
- Résumé : L'Enterprise s'approche du Cluster Sombre (un groupe de proto-étoiles effondrées) à la recherche du SS Vico disparu. Il le trouve, naufragé, et le seul survivant est un jeune garçon, qui se prend d'affection pour Data, après que ce dernier l'a sauvé de manière assez spectaculaire. L'Enterprise enquête sur la cause du naufrage, qui serait dû à une attaque et un choc électromagnétique. L'enfant développe des signes de traumatisme, et on suspecte qu'il cache la vérité sur la destruction de son vaisseau.

## Épisode 12:Viols
- Titre original : Violations
- Numéro(s) : 112 (5–12)
- Scénariste(s) : Pamela Gray, Jeri Taylor
- Réalisateur(s) : Robert Wiemer ; histoire : Shari Goodhartz
- Diffusion(s) : 
  -  États-Unis : 3 février 1992
- Date stellaire : 45429.3
- Invité(es) : Ben Lemon (Jev), David Sage (Tarmin), Rick Fitts (Dr Martin), Craig Benton (Crewman Davis), Doug Wert (Lt. Cmdr. Jack Crusher), Eve Brenner (Inad), Rosalind Chao (Keiko O'Brien)
- Résumé : L'Enterprise escorte un groupe de télépathes. Ces derniers pratiquent une forme d'hypnose qui permet de ramener des souvenirs enfouis. Après un contact amical avec l'un d'eux, Jev, Deanna Troi a des visions d'elle et Riker dans une situation romantique, qui se change en cauchemar, lorsque le Riker de la vision se change en Jev qui essaie de la violer, puis en coma. Le Dr Crusher essaie de déterminer la cause en vain. Peu après, Riker est attaqué par des visions, puis le Dr Crusher. Picard et les autres, après avoir éliminé toutes les causes possibles de ces comas, en viennent à suspecter leurs visiteurs.

## Épisode 13:La Société modèle
- Titre original : The Masterpiece Society
- Numéro(s) : 113 (5–13)
- Scénariste(s) : Adam Belanoff, Michael Piller
- Réalisateur(s) : Winrich Kolbe ; histoire : James Kahn, Adam Belanoff
- Diffusion(s) : 
  -  États-Unis : 10 février 1992
- Date stellaire : 45470.1
- Invité(es) : John Snyder (Aaron Connor), Dey Young (Hannah Bates), Ron Canada (Martin Benbeck), Ensign Felton (Shelia Franklin)
- Résumé : Un morceau de noyau d'étoile, sur le point d'exploser en étoile à neutrons, va traverser le système Mohah. Sur la quatrième planète, qui ne tardera pas à être secouée de violents séismes, ils découvrent une petite colonie. C'est une biosphère artificielle où les individus sont génétiquement conçus et sélectionnés depuis de nombreuses générations. Ils ont développé grâce à cette forme d'eugénisme une société parfaite où chacun a sa place et personne n'a de défaut. La colonie étant sur le point d'être détruite, ils sont contraints d'accepter l'aide de l'Enterprise. En s'inspirant de techniques de compression et d'amplification du visor, Geordi met au point une amplification du rayon tracteur qui permet de dévier suffisamment le fragment stellaire pour, en renforçant les boucliers de la colonie, la sauver. Deanna Troi développe un attachement romantique avec le leader de la colonie. D'autres complications imprévues vont survenir.
- Commentaire : Geordi insiste sur l'ironie de sauver, grâce à une technologie développée précisément pour son handicap, une colonie eugéniste, dans laquelle lui-même, aveugle de naissance, n'aurait pas vécu.

## Épisode 14:Énigme
- Titre original : Conundrum
- Numéro(s) : 114 (5–14)
- Scénariste(s) : Barry M. Schkolnick
- Réalisateur(s) : Les Landau ; histoire : Paul Schiffer
- Diffusion(s) : 
  -  États-Unis : 17 février 1992
- Date stellaire : 45494.2
- Invité(es) : Erick Weiss (membre d'équipage), Erich Anderson (Cmdr. Kieran MacDuff), Liz Vassey (Kristin), Michelle Forbes (Ro Laren)
- Résumé : L'Enterprise est frappé par une onde verte qui rend chacun amnésique. Les membres de l'équipage se souviennent de leur métier et sont en mesure de remplir leur mission, mais ils ont oublié leur poste, leur grade, leur nom et toute leur mémoire personnelle. Les accès aux données de l'ordinateur sont endommagés. Worf, constatant qu'il a le plus visible des ornements honorifiques suppose qu'il est le capitaine et agit comme tel. Ro Laren est un des deux pilotes, et il y a un nouveau premier officier, MacDuff. Geordi finit par récupérer le manifeste, et chacun retrouve son poste. En l'absence de mémoire personnelle, Riker a du mal à choisir vers qui laisser aller sa romance entre Deanna Troi et Ro Laren, et c'est cette dernière qui prend l'initiative. L'équipage finit par récupérer les fichiers concernant la mission : ils découvrent que Starfleet est en guerre contre une autre espèce et que leur mission est d'aller détruire le QG ennemi.

## Épisode 15:Rapports de force
- Titre original : Power Play
- Numéro(s) : 115 (5–15)
- Scénariste(s) : René Balcer, Herbert Wright, Brannon Braga
- Réalisateur(s) : David Livingston ; histoire : Paul Ruben, Maurice HurleyBrannon Braga
- Diffusion(s) : 
  -  États-Unis : 24 février 1992
- Date stellaire : 45571.2
- Invité(es) : Patricia Tallman (sécurité), Ryan Reid (Transporter Technician), Colm Meaney (Miles O'Brien), Rosalind Chao (Keiko O'Brien), Michelle Forbes (Ro Laren)
- Résumé : L'Enterprise intercepte un signal de détresse et se dirige vers sa source, un satellite désertique de classe M, entouré d'une interférence magnétique telle qu'ils ne peuvent pas utiliser le téléporteur. La signature du signal de détresse est celle d'un vaisseau de Star Fleet disparu il y a plus de 200 ans. Deanna Troi pressent la présence d'une forme de vie sur le satellite. Riker, Deanna Troi et Data prennent une navette pour l'explorer, mais les intempéries les font se crasher. Miles O'Brien parvient à les rejoindre pour installer un relais de téléportation qui les ramène à l'Enterprise juste avant que la tempête ne les rejoigne, mais de mystérieuses boules brillantes sont rentrées dans les corps de Deanna Troi, Data et Miles O'Brien. Sur l'Enterprise, ces trois-là tentent soudain de prendre le contrôle du navire pour l'amener au-dessus du pôle sud. Ils n'y parviennent pas, mais s'échappent et se réfugient à l'Abordage où ils prennent des otages.

## Épisode 16:Éthique
- Titre original : Ethics
- Numéro(s) : 116 (5–16)
- Scénariste(s) : Ronald D. Moore
- Réalisateur(s) : Chip Chalmers ; histoire : Sara Charno, Stu Charno
- Diffusion(s) : 
  -  États-Unis : 2 mars 1992
- Date stellaire : 45587.3
- Invité(es) : Caroline Kava (Dr Toby Russell), Brian Bronsall (Alexander), Patti Yasutake (Alyssa Ogawa)
- Résumé : Alors qu'ils cherchaient une fuite dans un baril dans les entrepôts, le fût fragilisé se déforme et un baril tombe sur Worf, détruisant sept vertèbres et sa moelle épinière, ou du moins ce qui en tient lieu chez les Klingons. Le Dr Crusher arrive rapidement à la conclusion qu'il est définitivement paralysé. Un expert médecin, le Dr Toby Russell, est détaché sur l'Enterprise, mais les connaissances médicales klingonnes sur les blessures de ce genre sont limitées, leur tradition étant en général de laisser mourir les blessés qui sont atteints aussi gravement. Worf demande à Riker de l'aider à commettre un suicide rituel. Le Dr Crusher estime qu'elle peut parvenir, à restaurer jusqu'à 60 % de mobilité, dont une partie artificiellement, mais Worf, ainsi que Picard, expliquent que chez les Klingons, une vie de handicapé moteur n'est pas acceptable, même à 60 %, et que le suicide est sa seule option s'il ne guérit pas entièrement. Le Dr Toby Russell propose une opération lourde consistant à répliquer in vitro sa colonne vertébrale et sa moelle épinière grâce à l'ADN de Worf, puis de la lui remplacer. Le Dr Crusher s'y oppose car ces procédures ne sont qu'au stade expérimental et les chances de succès, 37 %, sont trop faibles. En même temps, l'Enterprise doit secourir un groupe de colons dont le transporteur s'est écrasé, et elle constate la propension du Dr Toby Russell à utiliser ses patients pour tester ses théories de traitement, y compris au péril de leur vie.

## Épisode 17:Paria
- Titre original : The Outcast
- Numéro(s) : 117 (5–17)
- Scénariste(s) : Jeri Taylor
- Réalisateur(s) : Robert Scheerer
- Diffusion(s) : 
  -  États-Unis : 16 mars 1992
- Date stellaire : 45614.6
- Invité(es) : Melinda Culea (Soren), Callan White (Krite), Megan Cole (Noor)
- Résumé : Une navette transportant deux membres du peuple J'naii a disparu et l'Enterprise est venu assister aux recherches. Il s'avère qu'en cet endroit se trouve une anomalie de l'espace, dont l'existence est prévue par la théorie, qui se crée dans les nuages proto-planétaires, et qui consiste en une poche piégeant la matière tout en restant invisible en déformant l'espace autour. Les J'naii sont un peuple androgyne, où il n'y a pas de 'il' ni de 'elle'. Soren est l'un d'entre eux, et  travaille conjointement avec Riker pour cartographier l'anomalie, puis éventuellement y entrer le temps de récupérer les deux disparus et les ramener dans l'Enterprise par téléportation. Durant toutes ces péripéties, Soren interroge Riker sur le mode de vie des espèces sexuées, et une liaison romantique se développe entre eux, et finit par se concrétiser. Il s'avère que la sexualisation chez les J'naii, c'est-à-dire d'adopter un comportement hétérosexuel, est une déviance et un crime chez ce peuple où l'attitude homosexuelle est seule considérée « normale ». Bien qu'entretenant leur relation en secret, Soren est découverte et arrêtée. Riker s'invite au procès et tous deux essaient de convaincre la cour que l'hétérosexualité n'est pas immorale ni contre nature.
- Commentaire : Cet épisode est l'un des rares épisodes, avec L’Hôte (saison 4 épisode 23), à évoquer le thème de l'homosexualité. Le renversement de point de vue permet de tenir un discours de tolérance apte à franchir toutes les barrières psychologiques.

## Épisode 18:Causes et Effets
- Titre original : Cause and Effect
- Numéro(s) : 118 (5–18)
- Scénariste(s) : Brannon Braga
- Réalisateur(s) : Jonathan Frakes
- Diffusion(s) : 
  -  États-Unis : 23 mars 1992
- Date stellaire : 45652.1
- Invité(es) : Kelsey Grammer (Captain Morgan Bateson), Michelle Forbes (Ro Laren), Patti Yasutake (Alyssa Ogawa)
- Résumé : Juste avant le générique, nous voyons l'Enterprise gravement endommagé puis exploser. Après le générique, l'épisode commence comme si de rien n'était. L'Enterprise explore une zone de l'espace appelée le Typhon Expanse. Riker, Data, le Dr Crusher et Worf jouent aux cartes, Geordi a des vertiges. Le Dr Crusher entend des voix. Peu après, le vaisseau est immobilisé devant une distorsion, d'où surgit un autre vaisseau de Starfleet qui les heurte, causant des avaries majeures et finalement l'explosion de l'Enterprise. Juste après cette scène, nous sommes ramenés au début de l'épisode, l'Enterprise entre dans le Typhon Expanse et les quatre amis jouent à nouveau aux cartes. Le vaisseau est prisonnier d'une boucle temporelle, sans que ses occupants ne s'en rendent compte, du moins au début, car au fur et à mesure que les occurrences se répètent, ils subissent des impressions de déjà-vu, entendent puis isolent leurs propres voix provenant des autres occurrences, parvenant ainsi à déterminer ce qui se passe, et la collision à venir. Ils ne parviennent cependant pas à l'éviter, mais Geordi et Data imaginent un moyen d'envoyer un message d'une occurrence à la suivante. Mais la transmission semble hasardeuse.
- Commentaire : Le thème de la journée qui se répète à l'infini, où les protagonistes y sont piégés, est un classique de la science-fiction, depuis que cette idée a été popularisée par le film Un jour sans fin, en 1993 (l'épisode a été diffusé le 23 mars 1992). Mais l'idée de base était déjà traitée dès 1968 par Alain Resnais dans son film Je t'aime, je t'aime.

## Épisode 19:Le Premier Devoir
- Titre original : The First Duty
- Numéro(s) : 119 (5–19)
- Scénariste(s) : Paul Lynch
- Réalisateur(s) : Ronald B. Moore, Naren Shankar
- Diffusion(s) : 
  -  États-Unis : 30 mars 1992
- Date stellaire : 45703.9
- Invité(es) : Ray Walston (Boothby), Wil Wheaton (Wesley Crusher), Robert Duncan McNeill (Cadet First Class Nicholas Locarno), Ed Lauter (Lt. Cmdr. Albert), Richard Fancy (Captain Saltek), Jacqueline Brookes (Supt. Admiral Brand), Walker Brandt (Cadet Hajar)
- Résumé : Un accident est survenu à l'Académie durant un exercice de vol de chasseurs, et un des pilotes, Josh, est décédé. L'équipe de cadets, dont Wesley, est soumis à une enquête, mais cachent ce qui est vraiment arrivé. Ils volaient en formation au-dessus de Titan, ont effectué un looping, puis la formation s'est rompue, et Josh a heurté ses coéquipiers qui se sont heurtés l'un l'autre et ont tous explosé. Tous sauf Josh ont pu exécuter leur téléportation d'urgence vers la base d'évacuation de Mimas. Les enregistrements des instruments ne permettent pas d'établir ce qui s'est passé mais l'audience laisse deviner des anomalies dans les témoignages.
- Commentaire : Robert Duncan McNeill (Cadet Locarno) jouera plus tard l'enseigne Tom Paris dans Star Trek: Voyager; c'était prévu à l'origine qu'il reprenne son rôle de Nick Locarno, mais finalement il jouera un personnage distinct. À noter que les cadets ont pour uniforme, un uniforme très proche de ce que sera le prochain uniforme de Starfleet.

## Épisode 20:Le Prix d'une vie
- Titre original : Cost of Living
- Numéro(s) : 120 (5–20)
- Scénariste(s) : Peter Allan Fields
- Réalisateur(s) : Winrich Kolbe
- Diffusion(s) : 
  -  États-Unis : 20 avril 1992
- Date stellaire : 45733.6
- Invité(es) : Tony Jay (Campio), Carel Struycken (Mr. Homm), David Oliver (Young Man), Albie Selznick (Juggler), Brian Bonsall (Alexander), Patrick Cronin (Erko), George Edie (poète), Tracey D'Arcy (Young Woman)
- Résumé : L'Enterprise détruit in extrémis un astéroïde qui allait heurter une planète habitée en y causant de graves dommages. Au moment de repartir, un voile de poussière argenté se dégage du nuage de débris de l'astéroïde et descend sur l'Enterprise. Lwaxana Troi, la mère de Deanna, débarque sur l'Enterprise où elle annonce son mariage, avec un homme qu'elle n'a jamais rencontré en personne. Deanna Troi est choquée. En même temps elle essaie d'aider Worf et son fils Alexander, qui traversent une crise familiale. Peu après, certains composants de l'Enterprise tombent en panne, ce qui finit par mettre le vaisseau en péril.

## Épisode 21:La Parfaite Compagne
- Titre original : The Perfect Mate
- Numéro(s) : 121 (5–21)
- Scénariste(s) : Gary Percante, Michael Piller
- Réalisateur(s) : Cliff Bole ; histoire : René Echevarria
- Diffusion(s) : 
  -  États-Unis : 27 avril 1992
- Date stellaire : 45761.3
- Invité(es) : Famke Janssen (Kamala), Tim O'Connor (Briam), Max Grodenchik (Par Lenor), Mickey Cottrell (Alrik), Michael Snyder (Qol), April Grace (Transporter Chief Hubbell)
- Résumé : L'Enterprise organise un sommet entre deux planètes, Krios et Valt Minor, de deux peuples parents afin de mettre un terme à une guerre qui dure depuis des générations, déclenchée par un conflit de deux frères à propos d'une femme. L'Enterprise récupère d'abord Briam, l'ambassadeur plénipotentiaire de Krios, qui fait déposer dans la soute une sorte d'œuf de lumière en suspension. Deux Férengis intriguent pour être transbordées sur l'Enterprise, accèdent à l'œuf et le brisent. Il en sort une femme magnifique, Kamala, qui dit être un cadeau pour le chancellier Alrick, le représentant de Valt. Picard refuse d'abord, considérant ceci comme une forme d'esclavage ou de prostitution, mais Kamala le convainc qu'elle fait ça de son plein gré. Elle est une métamorphe empathe, dédiée à prendre une mesure mentale de l'homme à qui elle est destinée et à s'adapter définitivement en devenant la femme idéale pour cet homme là. Sa libération prématurée pose un problème, car elle ne peut s'empêcher de provoquer des séductions irrésistibles chez tous les hommes du vaisseau, à commencer par Riker. Picard essaie diverses méthodes pour contenir la situation avec peu de succès. Finalement, il s'occupe d'elle en personne.
- Commentaire : Le thème du mariage était aussi dans l'épisode précédent, Le Prix d’une vie. À noter la présence de Max Grodénchik, (Rom le frère de Quark dans Star Trek: Deep Space Nine), Férengi aussi dans cet épisode avec le même maquillage mais incarnant un autre personnage. À noter aussi que Picard est prêt pour la 1re fois à violer la directive première uniquement par amour, même si pour cela une guerre va continuer entre 2 peuples extraterrestres. Il faut noter également les taches chères aux Trills dont ces peuples extraterrestres sont affublés.

## Épisode 22:L'Amie imaginaire
- Titre original : Imaginary Friend
- Numéro(s) : 122 (5–22)
- Scénariste(s) : Edithe Swensen, Brannon BragaRon Wilkerson
- Réalisateur(s) : Gabrielle Beaumont ; histoire : Ronald Wilderson, Jean Matthias, Richard Fliegel
- Diffusion(s) : 
  -  États-Unis : 4 mai 1992
- Date stellaire : 45852.1
- Invité(es) : Shay Astar (Isabella), Jeff Allin (Ensign Daniel Sutter), Noley Thornton (Clara Sutter), Shelia Franklin (Ensign Felton), Brian Bonsall (Alexander)
- Résumé : L'Enterprise explore une nébuleuse qui s'est formée autour d'une étoile à neutrons. Alors qu'ils la traversent, une forme de vie qui semble être de pure énergie s'introduit dans le vaisseau à l'insu de chacun, et s'incarne en une petite fille, Isabella, prenant la place de l'amie imaginaire de la petite Clara Sutter. Clara va vite être débordée par l'incarnation de celle qui était alors sa meilleure amie, et qui se révèle un personnage dangereux et égoïste.
- Commentaire : Dans cet épisode on voit des points lumineux qui volent dans l'espace, puis pénètrent dans l'Enterprise à son insu pour l'attaquer sournoisement de l'intérieur. Ceci était déjà développé deux épisodes auparavant, dans Le Prix d’une vie.

## Épisode 23:Lou, le Borg
- Titre original : I, Borg
- Numéro(s) : 123 (5–23)
- Scénariste(s) : René Echevarria
- Réalisateur(s) : Robert Lederman
- Diffusion(s) : 
  -  États-Unis : 11 mai 1992
- Date stellaire : 45854.2
- Invité(es) : Jonathan Del Arco (Hugh/Lou dans la VF), Whoopi Goldberg (Guinan)
- Résumé : L'Enterprise explore un groupe de six systèmes solaires, lorsqu'ils perçoivent un signal émis par un satellite naturel. Il s'agit des restes du crash d'un vaisseau borg. Un seul des cinq membres d'équipage est encore en vie, et sur l'insistance du Dr Crusher, ils le ramènent à bord. Geordi et Picard conçoivent le plan d'implanter en lui un programme du genre virus qui, lorsque le Borg sera réintégré au collectif, le pénétrera et l'attaquera de l'intérieur jusqu'à en causer un arrêt total, ce qui détruira les Borgs définitivement. Le Dr Crusher essaie de convaincre Picard que puisque ce plan prévoit d'utiliser un individu pour détruire sa race tout entière, il n'est pas éthiquement acceptable. Geordi étudie le Borg de près pour mettre au point le virus. Il lui donne un nom, Hugh, et finit par fraterniser avec lui au point que le plan lui pose aussi des problèmes de conscience.
- Commentaire : Le virus mis au point par Data est un problème géométrique insoluble, et il a déterminé que la tentative de résolution de ce problème par le collectif va entraîner leurs ressources dans des séries de calculs sans fin et finalement crasher tout le système. Dans la série "Voyager", un peuple souvent attaqué par les "Borgs" aura aussi l'idée d'implanter un virus qui ne se propagera qu'à 1 seul cube.

## Épisode 24:Déphasage
- Titre original : The Next Phase
- Numéro(s) : 124 (5–24)
- Scénariste(s) : Ronald D. Moore
- Réalisateur(s) : David Carson
- Diffusion(s) : 
  -  États-Unis : 18 mai 1992
- Date stellaire : 45984.3
- Invité(es) : Thomas Kopache (Mirok), Susanna Thompson (Varel), Shelby Leverington (Transporter Chief Brossmer), Brian Cousins (Parem), Kenneth Marshall (Ensign McDowell), Michelle Forbes (Ro Laren)
- Résumé : L'Enterprise porte secours à un vaisseau scientifique romulien en détresse. Tous leurs équipements sont endommagés, et une équipe s'y téléporte pour les aider. Au moment d'amener une pièce pour réparation dans l'Enterprise, Geordi et Ro Laren sont victimes d'un accident de téléporteur. Riker et les autres continuent d'aider les Romuliens à stabiliser leur navire, pendant que Data essaie de découvrir ce qui s'est passé avec le téléporteur, mais ils doivent bientôt se rendre à l'évidence que Geordi et Ro Laren ont disparu définitivement. Ils finissent cependant par réapparaître, mais ils sont immatériels et invisibles pour le reste de l'équipage, et personne ne sait qu'ils sont là. Le Dr Crusher rédige leur certificat de décès. Geordi s'efforce de découvrir ce qui s'est passé afin de trouver un moyen d'inverser le phénomène, tandis que Ro Laren, persuadée qu'ils sont morts et que ceci est la vie après la mort, visite en fantôme ses amis pour leur faire ses adieux, et faire la paix avec elle-même. Data émet l'hypothèse que le problème vient peut-être d'une anomalie avec le système d'occultation romulien. Data est chargé d'organiser les obsèques.
- Commentaire : À noter la présence pour la 1re fois dans un épisode de "Star Trek" de Susanna Thompson. Elle jouera dans un autre épisode de "The next generation" dans la saison 6, dans un épisode de "Deep Sapce Nine" dans la saison 4, et dans 4 épisodes de "Voyager" en tant que "Reine des Borgs". Elle a d'ailleurs été approché pour tenir ce rôle dans le film "Premier contact" mais n'a pas été retenu par la production à ce moment-là.

## Épisode 25:Lumière intérieure
- Titre original : Inner Light
- Numéro(s) : 125 (5–25)
- Scénariste(s) : Peter Allan Fields, Morgan Gendel
- Réalisateur(s) : Peter Lauriston ; histoire : Morgan Gendel
- Diffusion(s) : 
  -  États-Unis : 1er juin 1992
- Date stellaire : 45944.1
- Invité(es) : Margot Rose (Eline), Richard Riehle (Batai), Scott Jaeck (administrateur), Patti Yasutake (Alyssa Ogawa), Daniel Stewart (Young Batai), Jennifer Nash (Meribor)
- Résumé : L'Enterprise approche un engin spatial inconnu. L'engin émet un rayon qui pénètre le bouclier et heurte Picard. Ce dernier se réveille dans une autre vie. Il est maintenant sur la planète Kataan, forgeron, amateur de flûte, marié, habitant d'un village pastoral. Sur l'Enterprise, il est toujours sous l'empire du rayon. ses compagnons essaient de le réanimer. Geordi tente de déterminer l'origine de l'engin, tandis que Data essaie d'interrompre le rayon. Pendant que les minutes passent sur l'Enterprise, les années passent sur Kataan. Picard a accepté sa nouvelle vie, il a des enfants d'avec sa femme. Il essaie de comprendre d'où viennent les anomalies climatiques de sa planète, qui causent les sécheresses et les pertes de culture.

## Épisode 26:La Flèche du temps,1repartie
- Titre original : Time's Arrow
- Numéro(s) : 126 (5–26)
- Scénariste(s) : Joe Menosky, Michael Piller
- Réalisateur(s) : Les Landau ; histoire : Joe Menosky
- Diffusion(s) : 
  -  États-Unis : 15 juin 1992
- Date stellaire : 45959.1
- Invité(es) : Jerry Hardin (Samuel Clemens), Michael Aron (Jack London garçon d'étage), Barry Kivel (Doorman), Sheldon Peters (Falling Hawk), Ken Thorley (Seaman), Marc Alaimo (joueur/Frederick LaRouque)
- Résumé : La tête de Data est découverte sur un site archéologique, à un mile de profondeur dans le sous-sol de San Francisco, dans une cavité datant d'il y a cinq cents ans, mais dont le matériau a été traité à l'époque par un rayonnement extra-terrestre (des ondes trioliques). Cette découverte macabre perturbe l'équipage qui y voit le futur de Data. Geordi trouve dans la cavité un fossile microscopique d'une espèce extra-terrestre qui lui permet de déterminer l'origine des supposés visiteurs : Devidia II. L'Enterprise s'y rend pour enquêter. Ils trouvent une caverne occupée par une présence humaine, mais ses occupants sont dans une stase déphasée et ils ne peuvent pas interagir avec l'équipe, seule Deanna Troi le sent avec son empathie. Geordi met au point un équipement, qui fonctionne avec le cerveau de Data, qui permet de déphaser pour se mettre dans le plan des occupants de la caverne. Rendu immatériel et invisible, Data rend compte à haute voix qu'il voit les occupants, puis raconte qu'il voit deux individus et un serpent. À leur contact, il est soudain happé et se retrouve au XIXe siècle à San Francisco, tandis que ses compagnons le cherchent en vain au XXIVe siècle. À San Francisco, dans les années 1890, Data doit se munir de ressources s'il veut trouver un moyen de rentrer.
- Commentaire : Dans cet épisode on voit deux groupes de personnes immatériels et invisibles les uns aux autres, les uns ignorant la présence des autres, occupant pourtant le même espace au même moment, mais séparés parce qu'ils sont « déphasés ». Ceci était déjà développé deux épisodes auparavant, dans Déphasage (saison 5 épisode 24). Marc Alaimo reviendra dans Star Trek: Deep Space Nine dans le rôle de Gul Dukat. Et notons que Data parle français à un moment de l'épisode.